# کانگور
کانگور (به لاتین: Kangur) یک منطقهٔ مسکونی در افغانستان است که در ولایت بامیان واقع شده‌است.